# Альмов, Али Талабиевич
Али Талабиевич Альмов (7 марта 1935, с. Каменномостское, КБАССР — 1999) — каменщик, заслуженный Герой Социалистического Труда.

## Биография
Родился 7 марта 1935 года в селе Каменномостское, КБАССР. Рано потерял отца, затем вместе с семьёй переехал в Нальчик. С 1950 года Али Альмов числился каменщиком строительного управления №1 треста «Каббалкпромстрой», в дальнейшем стал бригадиром строительного управления №5 управления строительства и стройматериалов Кабардино-Балкарского совнархоза.

## Награды
Указом Президиума Верховного совета СССР ему было присвоено звания Героя Социалистического Труда с вручением ордена Ленина и медали «Серп и Молот» 

## Память
Мемориальная доска Али Талабиевичу Альмова находится в Нальчике на Проспекте Ленина, 16.